# Nickel Chand
Nickel Nishan Chand (ur. 28 lipca 1995 w Nabilo) – fidżyjski piłkarz grający na pozycji pomocnika.
Uczestnik Letnich Igrzysk Olimpijskich 2016.

## Kariera klubowa

### Suva FC
Chand występował w drużynie Suva FC w latach 2012–2016. W 2015 i 2016 rozegrał w ich barwach 6 meczów w Lidze Mistrzów OFC, w jednym z nich (18 kwietnia 2015, 2:3 z Amicale FC) zdobył bramkę. Wrócił do nich 1 stycznia 2019. Przez dwa sezony gry wystąpił tam 17 razy i strzelił dwa gole. Kolejny raz trafił do nich 1 stycznia 2022, notując jeden występ w tamtym sezonie. Z Suva FC dwukrotnie zdobywał mistrzostwo Fidżi (2014 i 2020) i trzykrotnie wygrywał Puchar Fidżi (2012, 2014 i 2022).

### Labasa FC
Chand przeszedł do Labasa FC 1 stycznia 2017. Debiut dla nich zaliczył 4 marca 2017 w zremisowanym 2:2 spotkaniu przeciwko Nadi FC, zdobył wtedy też swoją pierwszą bramkę. Łącznie rozegrał dla nich 6 meczów i strzelił jednego gola.

### Lami FC
Chand przeniósł się do Lami FC 1 września 2017. Grał tam do końca 2018.

### Nasinu FC
Chand trafił do Nasinu FC 1 stycznia 2021. Grał tam przez część sezonu 2021.

### Kluby z Australii
Chand w sezonie 2021 grał dla Millicent United SC. W 2022 dołączył do Frankston Pines SC. W tym samym sezonie rozegrał jeszcze trzy mecze dla Heatherton United SC.

## Kariera reprezentacyjna
| Mecze i gole w reprezentacji | Mecze i gole w reprezentacji | Mecze i gole w reprezentacji | Mecze i gole w reprezentacji | Mecze i gole w reprezentacji | Mecze i gole w reprezentacji | Mecze i gole w reprezentacji | Mecze i gole w reprezentacji         |
| Fidżi U-17                   | Fidżi U-17                   | Fidżi U-17                   | Fidżi U-17                   | Fidżi U-17                   | Fidżi U-17                   | Fidżi U-17                   | Fidżi U-17                           |
| Lp.                          | Data                         | Miejsce                      | Gospodarz                    | Gość                         | Wynik                        | Gol                          | Rozgrywki                            |
| ---------------------------- | ---------------------------- | ---------------------------- | ---------------------------- | ---------------------------- | ---------------------------- | ---------------------------- | ------------------------------------ |
| 1.                           | 14.01.2011                   | Auckland                     | Vanuatu U-17                 | Fidżi U-17                   | 3:0                          |                              | Mistrzostwa Oceanii U-17 2011        |
| Fidżi U-20                   |                              |                              |                              |                              |                              |                              |                                      |
| Lp.                          | Data                         | Miejsce                      | Gospodarz                    | Gość                         | Wynik                        | Gol                          | Rozgrywki                            |
| 1.                           | 23.05.2014                   | Suva                         | Fidżi U-20                   | Samoa Amerykańskie U-20      | 4:0                          |                              | Mistrzostwa Oceanii U-20 2014        |
| 2.                           | 25.05.2014                   | Suva                         | Fidżi U-20                   | Nowa Kaledonia U-20          | 2:0                          |                              | Mistrzostwa Oceanii U-20 2014        |
| 3.                           | 27.05.2014                   | Suva                         | Fidżi U-20                   | Papua-Nowa Gwinea U-20       | 3:0                          |                              | Mistrzostwa Oceanii U-20 2014        |
| 4.                           | 29.05.2014                   | Suva                         | Fidżi U-20                   | Vanuatu U-20                 | 2:2                          | Gol                          | Mistrzostwa Oceanii U-20 2014        |
| 5.                           | 31.05.2014                   | Suva                         | Fidżi U-20                   | Wyspy Salomona U-20          | 2:1                          | Gol                          | Mistrzostwa Oceanii U-20 2014        |
| 6.                           | 01.06.2015                   | Christchurch                 | Niemcy U-20                  | Fidżi U-20                   | 8:1                          |                              | Mistrzostwa Świata U-20 2015         |
| 7.                           | 04.06.2015                   | Christchurch                 | Honduras U-20                | Fidżi U-20                   | 0:3                          |                              | Mistrzostwa Świata U-20 2015         |
| 8.                           | 07.06.2015                   | Whangarei                    | Fidżi U-20                   | Uzbekistan U-20              | 0:3                          |                              | Mistrzostwa Świata U-20 2015         |
| Fidżi U-23                   |                              |                              |                              |                              |                              |                              |                                      |
| Lp.                          | Data                         | Miejsce                      | Gospodarz                    | Gość                         | Wynik                        | Gol                          | Rozgrywki                            |
| 1.                           | 03.07.2015                   | Port Moresby                 | Fidżi U-23                   | Vanuatu U-23                 | 1:1                          | Gol                          | Igrzyska Pacyfiku 2015               |
| 2.                           | 07.07.2015                   | Port Moresby                 | Tahiti U-23                  | Fidżi U-23                   | 0:0                          |                              | Igrzyska Pacyfiku 2015               |
| 3.                           | 10.07.2015                   | Port Moresby                 | Papua-Nowa Gwinea U-23       | Fidżi U-23                   | 1:3                          |                              | Igrzyska Pacyfiku 2015               |
| 4.                           | 12.07.2015                   | Port Moresby                 | Vanuatu U-23                 | Fidżi U-23                   | 0:0 k. 3:4                   |                              | Igrzyska Pacyfiku 2015               |
| 5.                           | 15.07.2015                   | Port Moresby                 | Nowa Kaledonia U-23          | Fidżi U-23                   | 2:1                          |                              | Mecz towarzyski                      |
| 6.                           | 17.07.2015                   | Port Moresby                 | Papua-Nowa Gwinea U-23       | Fidżi U-23                   | 2:1                          |                              | Mecz towarzyski                      |
| 7.                           | 05.08.2016                   | Salvador                     | Korea Południowa U-23        | Fidżi U-23                   | 8:0                          |                              | Letnie Igrzyska Olimpijskie 2016     |
| 8.                           | 07.08.2016                   | Salvador                     | Meksyk U-23                  | Fidżi U-23                   | 5:1                          |                              | Letnie Igrzyska Olimpijskie 2016     |
| 9.                           | 10.08.2016                   | Belo Horizonte               | Niemcy U-23                  | Fidżi U-23                   | 10:0                         |                              | Letnie Igrzyska Olimpijskie 2016     |
| Fidżi                        |                              |                              |                              |                              |                              |                              |                                      |
| Lp.                          | Data                         | Miejsce                      | Gospodarz                    | Gość                         | Wynik                        | Gol                          | Rozgrywki                            |
| 1.                           | 28.05.2016                   | Port Moresby                 | Nowa Zelandia                | Fidżi                        | 3:1                          |                              | Mistrzostwa Świata 2018 – eliminacje |
| 2.                           | 31.05.2016                   | Port Moresby                 | Wyspy Salomona               | Fidżi                        | 0:1                          |                              | Mistrzostwa Świata 2018 – eliminacje |